# Duty and the Man
Duty and the Man è un cortometraggio muto del 1913 diretto da Oscar Apfel. La sceneggiatura si basa sul romanzo di James Oliver Curwood.

## Produzione
Il film venne prodotto dalla Reliance Film Company.

## Distribuzione
Distribuito dalla Mutual, il film - un cortometraggio in due bobine - uscì nelle sale cinematografiche statunitensi il 1º gennaio 1913.